# Giovanni Mariani
Giovanni Mariani (* 17. Juni 1919 in Santo Stefano d’Aveto, Provinz Genua, Italien; † 23. Januar 1991) war ein römisch-katholischer Erzbischof und vatikanischer Diplomat.

## Leben
Giovanni Mariani empfing am 21. März 1942 das Sakrament der Priesterweihe für das Bistum Bobbio.
Am 16. Oktober 1967 ernannte ihn Papst Paul VI. zum Titularerzbischof von Missua und bestellte ihn zum Apostolischen Pro-Nuntius im Senegal. Der Kardinalstaatssekretär Amleto Giovanni Kardinal Cicognani, spendete ihm am 3. Dezember desselben Jahres die Bischofsweihe; Mitkonsekratoren waren der Sekretär der Kongregation für die Evangelisierung der Völker, Kurienerzbischof Sergio Pignedoli, und der Bischof von Bobbio, Pietro Zuccarino.
Am 20. September 1971 wurde Giovanni Mariani zudem Apostolischer Pro-Nuntius im Niger. Giovanni Mariani wurde am 17. Oktober 1973 zusätzlich Apostolischer Delegat in Mali und Mauretanien. Am 11. Januar 1975 ernannte ihn Paul VI. zum Apostolischen Nuntius in Venezuela. Im Januar 1978 wurde er Offizial im Staatssekretariat des Heiligen Stuhls. Am 25. April 1980 ernannte ihn Papst Johannes Paul II. zum Apostolischen Nuntius in Griechenland. Mariani trat am 5. Mai 1990 von diesem Amt zurück.